# 卡弗斯克里克鎮區 (北卡羅萊納州布拉登縣)
卡弗斯克里克鎮區（英語：Carvers Creek Township）是位於美國北卡羅萊納州布拉登縣的一個鎮區。

## 地方資料
卡弗斯克里克鎮區的面積為116.80平方千米，皆為陸地。根據2020年美國人口普查的數據，當地共有人口1436人，而人口密度為每平方千米12.29人。